# Valkyria Chronicles 4
Valkyria Chronicles 4 est un jeu vidéo de type tactical RPG développé par Sega CS3 et édité par Sega, sorti en 2018 sur Windows, Nintendo Switch, PlayStation 4 et Xbox One.
C'est le premier épisode de la série à être traduit en français.

## Trame
L'histoire se déroule en 1935 alors que commence la seconde guerre européenne entre la Fédération Atlantique et l'Alliance Impériale. L'escadron E fait partie du corps des Rangers de l'armée du Royaume-Uni d'Édimbourg, un membre de la Fédération. Elle est engagée avec le reste du corps des Rangers dans une opération de grande ampleur mise au point par l'état-major de la Fédération et alors que l'empire envahit également la principauté neutre de Gallia. Cette opération a pour nom « Croix du Nord », elle vise en une avancée rapide du corps des Rangers vers le nord afin d'atteindre rapidement Schwartzgrad, la capitale de l'Alliance Impériale...
L'escadron E, dont on suit l'histoire au cours du jeu, est essentiellement composé de recrues venant de Gallia et s'étant engagées pour combattre l'Empire malgré la neutralité de leur nation. Parmi ses membres, on trouve d'anciens amis venus de la ville de Hafen, en Gallia : le commandant de l'escadron, Claude Wallace, le sergent Raz, un Darcsen, le sergent Kai Schulen, le caporal Miles Arbeck et le lieutenant Riley Miller.

## Accueil
- Destructoid : 8/10[1]
- Game Informer : 9/10[2]
- GameSpot : 8/10[3]
- IGN : 8,7/10[4]
- Nintendo Life : 8/10[5]